# Kanitzkorb

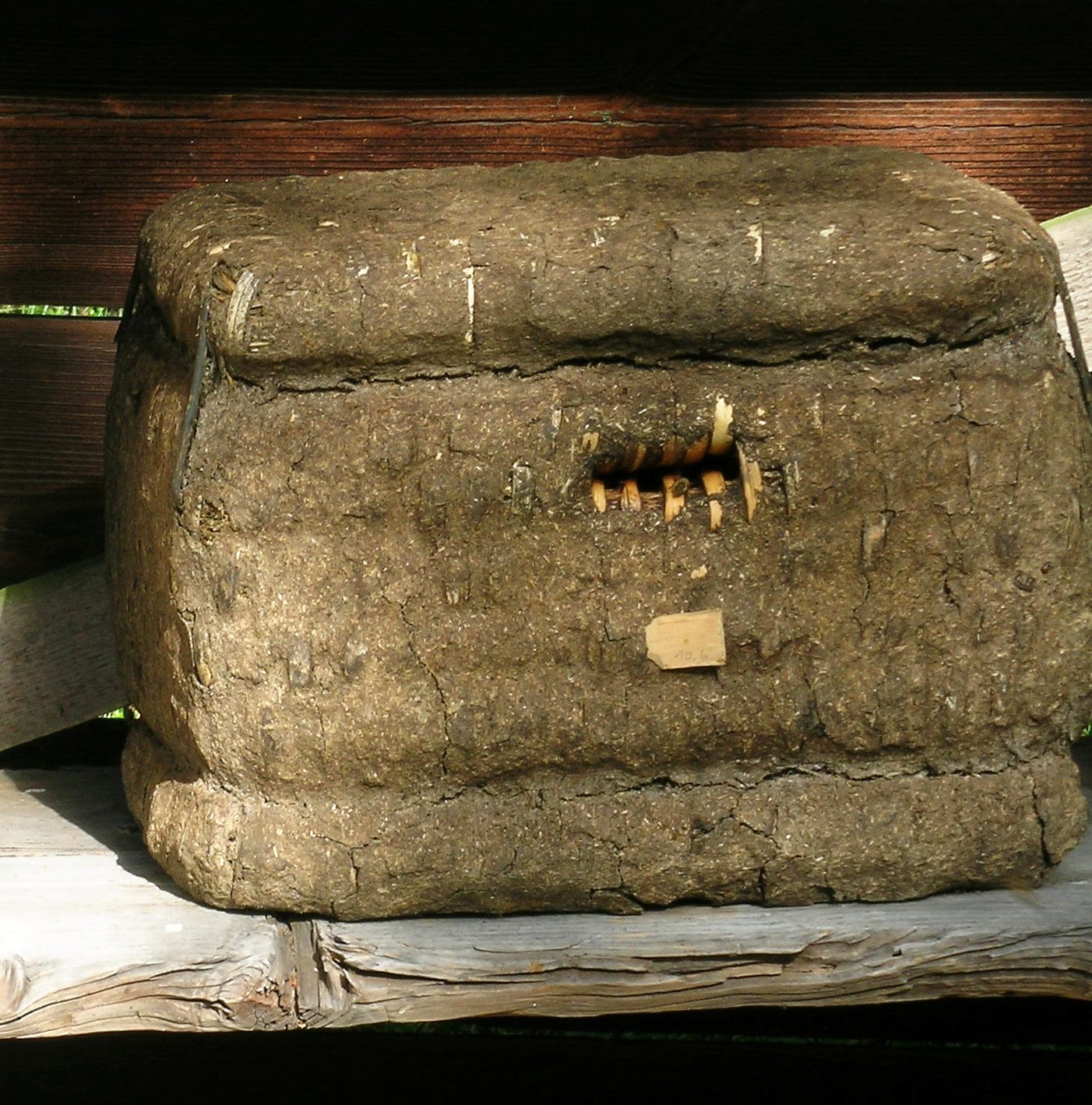
Rechteckiger Kanitzkorb

Ein Kanitzkorb ist eine künstliche, vom Menschen hergestellte Bienenbehausung, die aus Strohgeflecht besteht. Er stellt eine Weiterentwicklung des Bienenkorbs dar. Benannt ist die Bienenbeute nach Johann Gottlieb Kanitz (1816–1899) aus Ostpreußen, der sie entwickelte. Kanitzkörbe fanden häufig in der Heideimkerei Verwendung.
Kanitzkörbe können eine runde oder eckige Form haben. Sie bestehen aus Strohgeflechten mit einem Deckel, die wie bei der Magazinbeute übereinander gestellt werden können. Im Inneren verfügen sie über Rähmchen für den Bau von Waben durch die Bienen. Zur besseren Wärmedämmung werden Kanitzkörbe mit einem Kuhdung/Torf-Gemisch  bestrichen. Aufgrund des witterungsempfindlichen Materials Stroh benötigen Kanitzkörbe einen Schutz gegen Niederschlag. Traditionell werden sie in einem Bienenzaun aufgestellt.